# Самыков, Василий Тордоевич
Василий Тордоевич Самыков (26 декабря 1938 – 8 ноября 2020), известный под псевдонимом Паслей Самык — алтайский поэт и переводчик, автор более 20 поэтических сборников, один из самых ярких представителей алтайской поэзии второй половины XX века.

## Биография
Родился 26 декабря 1938 года в селе Каспа Шебалинского района. После окончания четырёх классов в сельской местной школе поступил в областную национальную среднюю школу в Горно-Алтайске, а в 1964 году окончил Литературный институт имени Горького в Москве. Затем работал в областной газете «Алтайдыҥ чолмоны» литературным сотрудником, режиссёром Каспинского народного театра, художником сельского Дома культуры. В постсоветские годы стал одним из активных сторонников возрождения алтайской религии бурханизма
Скончался 8 ноября 2020 года в Горно-Алтайске.

## Творчество
В своём творчестве Василий Самыков сумел совместить алтайский фольклор и современную европейскую поэзию. Первый его сборник произведений появился в печати в середине 1960-х, а всего было издано порядка 20 книг.
Самыков перевёл на алтайский язык произведения Лопе де Веги, П. Неруды, Н. Хикмета, Г. Лорки, Р. Тагора, Н. Рериха, У. Уитмена, а также К. Кулиева, М. Карима, С. Сейтхазина и мн. др. На русском языке стихи Самыкова известны в переводах И. Фонякова, Г. Панова, А. Ревича и др.

## Награды
- Заслуженный работник культуры Российской Федерации (1995)[4]
- Орден «Тан Чолмон»